# یواس‌اس توسکالوسا (سی‌ای-۳۷)
یواس‌اس توسکالوسا (سی‌ای-۳۷) (به انگلیسی: USS Tuscaloosa (CA-37)) یک کشتی بود. این کشتی در سال ۱۹۳۳ ساخته شد.